# Palaeobolbomyia angustalata
Palaeobolbomyia angustalata är en tvåvingeart som beskrevs av Mikhail B. Mostovski 2000. Palaeobolbomyia angustalata ingår i släktet Palaeobolbomyia och familjen snäppflugor. Inga underarter finns listade i Catalogue of Life.